# مارتین مونتویا
مارتین مونتویا ترالبو (اسپانیایی: Martín Montoya Torralbo‎؛ زادهٔ ۱۴ آوریل ۱۹۹۱) بازیکن فوتبال اهل اسپانیا است که در پست مدافع راست بازی می‌کند. نام خانوادگی شناسنامه‌ای او مونتویا می‌باشد ولی طبق رسوم، ترالبو که نام خانوادگی مادر او است، بعد از نام خانوادگی اصلی او گفته می‌شود.
مونتویا در ۳ ژوئیه ۲۰۱۵ با قرارداد قرضی ۲ ساله به اینترمیلان ایتالیا پیوست.

## افتخارات

### باشگاهی

#### بارسلونا
- قهرمانی لا لیگا (۱): ۲۰۱۱–۲۰۱۰
- قهرمانی کوپا دل ری (۱): ۲۰۱۲–۲۰۱۱

### ملی

#### زیر ۲۱ سال اسپانیا
- جام ملت‌های اروپا زیر ۲۱ سال (۱): ۲۰۱۱